# Production expérimentale de savon humain dans l'Allemagne nazie
Pendant la Seconde Guerre mondiale, plusieurs scientifiques allemands du Troisième Reich auraient tenté une production expérimentale de savon humain. Cette production, qui aurait été très limitée, n'est attestée que dans le cas du docteur Rudolf Spanner, devant une commission d'enquête polonaise. Les conclusions de cette commission, qui chargent Spanner, sont contredites plus tard par la justice allemande. 
Au début du XXIe siècle, ce thème reste un sujet délicat : les négationnistes de la Shoah prétendent que les historiens seraient revenus sur une opinion qui aurait été la leur, à savoir que du savon aurait été fabriqué industriellement à partir des cadavres de Juifs assassinés. Il se trouve toutefois que les historiens, au contraire de Simon Wiesenthal, n'adhèrent pas à une telle thèse de fabrication « industrielle » de savon humain et s'en tiennent tout au plus à une « expérimentation » très limitée par Spanner ou dans le camp de concentration croate de Jasenovac,.

## Histoire

### Rumeurs pendant la Première Guerre mondiale
L'affirmation selon laquelle les Allemands utilisent la graisse de cadavres humains pour fabriquer des produits a déjà été avancée par les Anglais pendant la Première Guerre mondiale. The Times écrit en avril 1917 que les Allemands font bouillir les corps de leurs soldats morts pour en faire du savon et d'autres produits. 
En 1925, le ministre des Affaires étrangères britannique, Austen Chamberlain, admet cependant que l'histoire de « l'usine à cadavres » est entièrement imaginaire.

### Savon en graisse de Juifs
La même assertion resurgit très vite durant la Seconde Guerre mondiale[réf. souhaitée], trop tôt pour que les allégations soient fondées. Toutefois, des plaisanteries, menaces, rumeurs et insultes de l'époque montrent que beaucoup de monde les pense vraies. La principale source de ces rumeurs est la croyance que les lettres RIF, imprimées sur chaque pain de savon en Allemagne, sont un sigle signifiant Reines Jüdisches Fett (« Pure graisse juive ») ; ces initiales correspondent en fait à Reichsstelle für industrielle Fettversorgung (« Centre national pour l'approvisionnement industriel en graisse »), qui produit un savon de mauvaise qualité.

En septembre 1942, le rabbin américain Stephen Wise publie un rapport qui cautionne l'allégation du savon fait à l'aide de cadavres de Juifs. L'historien Raul Hilberg rapporte que de telles histoires où les Juifs sont « bouillis dans du savon » sont diffusées à Lublin dès octobre 1942 et que des Polonais craignant de subir un sort similaire boycottent l'achat de savon. Ayant eu connaissance du rapport de Wise, le dignitaire nazi Heinrich Himmler écrit le 20 novembre 1942 au chef de la Gestapo Heinrich Müller : 
« Vous devez me garantir que, partout, les corps de ces Juifs décédés sont brûlés ou enterrés, et que nulle part, il ne peut être procédé autrement avec les cadavres. »
Le 26 novembre 1942, lors d'un entretien public, le rabbin Wise réitère l'allégation du savon fait à l'aide de chair humaine de Juifs. À quelqu'un qui lui rappelle qu'une accusation semblable a déjà été portée contre les Allemands pendant la Première Guerre mondiale, il répond qu'il a reçu du département d'État des documents selon lesquels l'allégation est dûment contrôlée et confirmée.
Selon Gilles Karmasyn, au cours du procès de Nuremberg de 1946, le Tribunal militaire international reçoit un seul témoignage émanant d'un ancien prisonnier de guerre britannique et basé essentiellement sur des rumeurs faisant état de fabrication de savon à partir de graisse humaine. Dans son jugement, le tribunal se borne à évoquer les tentatives effectuées à Dantzig.

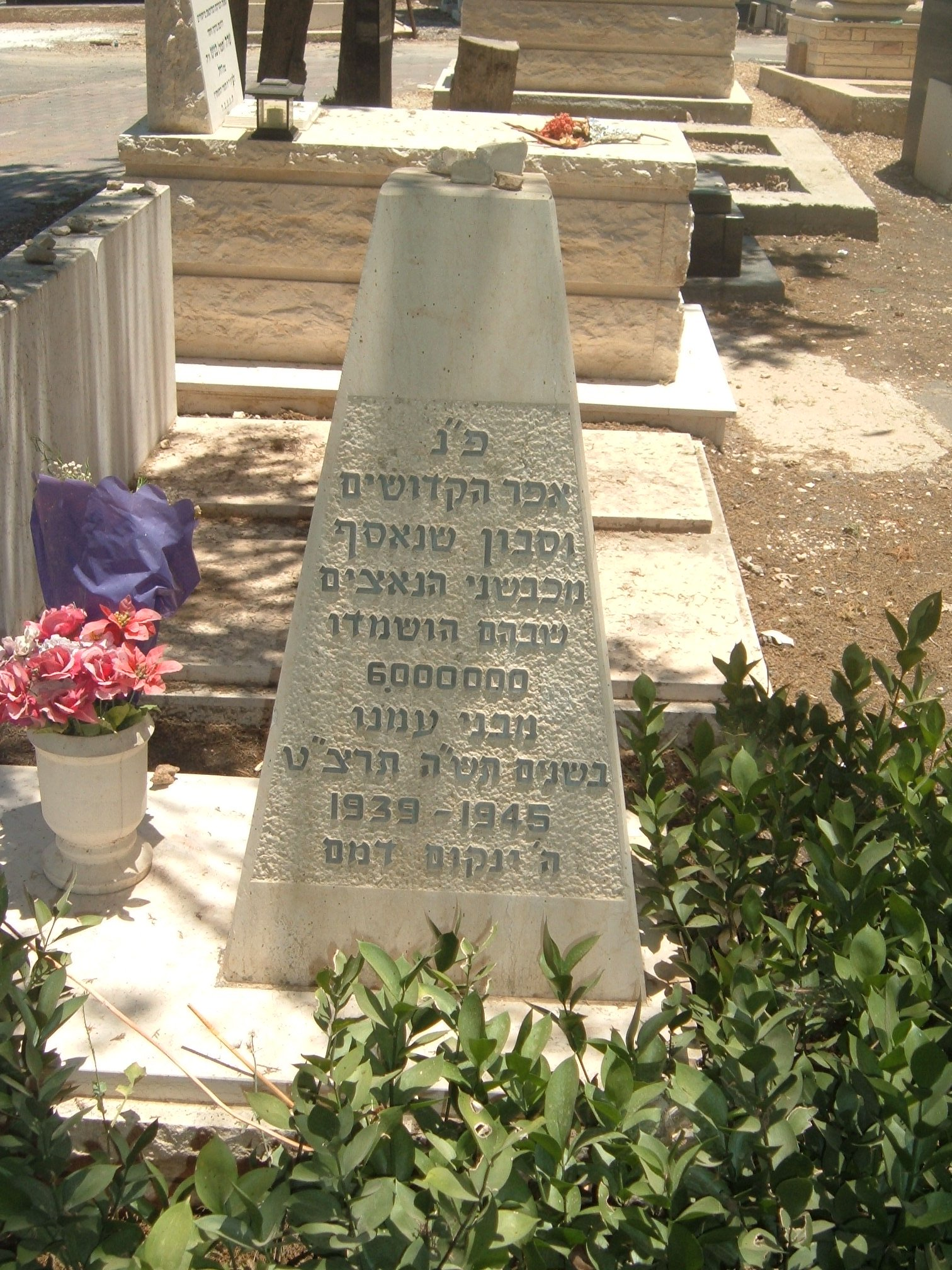
Tombe d'un cimetière d'Afula (Israël) contenant du savon censément fabriqué par les nazis à partir de cadavres humains.

Depuis les années 1980, les historiens de la Shoah considèrent le « mythe du savon juif » comme une des légendes noires de la Seconde Guerre mondiale, et non comme un reflet de la réalité d'une production de masse d'un tel savon en Allemagne à l'époque. Ce point de vue est soutenu par plusieurs historiens juifs comme Walter Laqueur, Gitta Sereny, et Deborah Lipstadt, ainsi que le professeur Yehuda Bauer de l'Université hébraïque de Jérusalem ou (en)Shmuel Krakowski, directeur des archives de Yad Vashem,,. Il reste cependant, principalement en Israël, plusieurs mémoriaux et cimetières avec du savon présenté comme étant fait à partir de graisse humaine.

### Cas du professeur Spanner, de l'Institut d'Anatomie à Dantzig
À un stade plus avancé de la guerre, quand des cadavres humains sont effectivement exploités pour en tirer des matières premières (les cheveux comme feutrine ou matériau d'isolation, par exemple), certains scientifiques allemands auraient fait des expériences sur la production de savon à partir de graisse humaine. En 1943-1944, Rudolf Spanner, professeur à l'Institut d'Anatomie de Dantzig, aurait produit entre dix et cent kilogrammes de savon fait avec des cadavres provenant de l'(de)hôpital psychiatrique de Konradstein, d'une prison de Königsberg, et du camp de concentration du Stutthof. 
Peu après la guerre, le 11 mai 1945, un témoin interrogé par une commission polonaise dit qu'on fait construire durant l'été 1943 un bâtiment spécial destiné au traitement des cadavres pour faire cuire les os. Selon lui, il existe un laboratoire pour fabriquer des squelettes humains et incinérer la chair et les os inutiles. Il déclare aussi que pendant l'hiver 1943-1944, Spanner donne l'ordre de conserver la graisse humaine et, en février 1944, lui communique la « recette » pour préparer du savon à partir de graisse humaine. La cuisson industrielle aurait demandé de 3 à 7 jours. Le témoin aurait participé à deux séances de cuisson qui auraient produit plus de 25 kg de savon à partir de 70 à 80 kg de graisse humaine provenant de 40 cadavres environ. Spanner aurait supervisé le tout et se serait tenu en liaison avec la direction des prisons et des camps de concentration pour les livraisons des cadavres à l'institut. Il aurait aussi ordonné de conserver la peau humaine, qu'il traite avec des substances chimiques pour la dégraisser.
En 1947 et 1948, Spanner, interrogé par la justice allemande, déclare que ce savon n'a été utilisé que pour faire des injections aux ligaments des articulations dans les préparations anatomiques. La justice allemande conclut qu'aucun fait punissable ne peut être mis à charge de Spanner et qu'il n'y a pas lieu à poursuites.
Même si on en croit les témoins qui accusent Spanner, il ne s'agit que d'une production expérimentale et limitée. Il n'y a aucune preuve pour étayer la théorie d'une production industrielle de savon fait de graisse humaine, juive ou non, par le Troisième Reich.
Selon une étude de Joachim Neander, il n'y a même pas eu une production expérimentale de savon en graisse humaine à l'Institut d'Anatomie de Dantzig. La graisse humaine ne diffère guère de la graisse animale à l'aide de laquelle les chimistes allemands fabriquent du savon et ils n'a pas besoin d'un profane tel qu'un professeur d'anatomie pour faire des expériences en la matière. Ce qui est certain, c'est qu'une graisse saponacée apparaît toujours comme sous-produit dans la fabrication des préparations anatomiques ; ce qui est possible, c'est que cette graisse saponacée ait servi non seulement à l'usage reconnu par Spanner (injections aux ligaments des articulations), mais aussi au nettoyage des tables et du sol, que Spanner n'aurait pas avoué parce qu'il constitue alors le délit (mineur) de non-respect dû aux morts.

### Camp de Jasenovac
En Croatie, dans une partie de l'ex-Yougoslavie occupée par l'Axe, dans le grand camp de concentration de Jasenovac, réputé pour sa cruauté, une petite usine de conversion de restes humains (serbes, juifs, tziganes) en savon a été créée par des membres du groupe oustachi. 
Des parties de la « fabrique de savon humain » sont découvertes lors de fouilles menées en 1961 et de recherches anthropologiques sur les fosses communes de Donja Gradina. Outre les fours, un décanteur, un réservoir à haute pression et un séparateur existent toujours et sont visibles dans la zone commémorative de Donja Gradina, aujourd'hui en Bosnie-Herzégovine,,.

### Dirlewanger à Lublin
En 1942, le juge SS Konrad Morgen, qui enquête à Lublin sur l'unité Dirlewanger à propos d'accusations d'atrocités et de corruption, note des rumeurs accusant Oskar Dirlewanger d'avoir, avec des membres d'unités de support de la Wehrmacht, injecté de la strychnine à des Juives détenues illégalement et ayant été déshabillées, d'avoir regardé leur agonie et, à leur mort, d'avoir découpé leurs cadavres en morceaux, mélangé à des morceaux de cheval avant de les bouillir et d'en faire du savon. Morgen écrit n'avoir que des soupçons sur cette affaire,.

## Humour noir
Durant la Shoah, l'humour noir est un moyen de réduire l'angoisse de la conscience de la mort. Les blagues juives sur le savon sont une réponse aux rumeurs qui commencent à circuler en 1942 au sujet du savon produit à partir de la graisse des Juifs.
- Un exemple connu à Varsovie : « Moïshe, pourquoi utilises-tu du savon avec tant de parfum ? - Quand ils me transformeront en savon, au moins je sentirai bon, répond Moïshe »[29].
- « Au revoir sur la même étagère ! »[30],[31].
- « Ne mangez pas beaucoup : les Allemands auront moins de savon ! »[30],[31].